# Mogambo
Mogambo es una película estadounidense de 1953 dirigida por John Ford y con Clark Gable, Ava Gardner y Grace Kelly como actores principales. 
Es una adaptación de la película de 1932 Red Dust, basada en una obra de teatro homónima de 1931 escrita por Wilson Collison (1893 - 1945). La película Red Dust había sido dirigida por Victor Fleming, y había contado con el mismo Clark Gable y con Jean Harlow encarnando a los protagonistas. 
Mogambo fue candidata a dos Oscar: a la mejor actriz principal (Ava Gardner) y a la mejor actriz de reparto (Grace Kelly).

## Título
Mogambo es un vocablo que no significa nada en ninguna lengua africana; se le ocurrió al productor Sam Zimbalist por su parecido a un club nocturno de ambiente hispanoamericano en Hollywood, el Mocambo, aunque afirmó que significaba «el más grande».

## Sinopsis
Vic Marswell (Clark Gable) es un cazador profesional de fieras que junto a un socio inglés también cazador, John Brown-Pryce (Philip Stainton), conocido como «Brownie», pone trampas para capturar animales para los zoológicos; también organizan safaris. En su pequeño hotel a la vera del río, donde tiene como empleado farruco y hostil al brusco ruso Leon Boltchak, se encuentra desde hace algún tiempo de forma casual (ha sido citada y abandonada con un engaño por un novio de conveniencia) la atractiva socialité neoyorkina Eloise Kelly (Ava Gardner), conocida como «Honey Bear», con la que Marswell termina iniciando una relación que pretende ser intrascendente. 
Llega un matrimonio estadounidense que ha contratado los servicios de Marswell para filmar gorilas en libertad. El marido Donald Nordley (Donald Sinden) enferma y, durante su restablecimiento, su esposa Linda (Grace Kelly) queda impresionada por el maduro cazador y se enamora perdidamente de él. A su vez, Marswell se siente halagado y se cree también enamorado de ella. Eloise Kelly contempla esta situación con celos, dolor e incredulidad, y embarca en un vapor fluvial para volver a América, pero la situación del país obliga a la embarcación a volver. Marswel se niega a ser el causante de la ruptura del matrimonio, pero el romance se hace público cuando Linda dispara una pistola; entonces Kelly, en un momento de bondad, salva el honor de Linda y hace responsable a Marswell. Parece que las relaciones entre ambas parejas se van a romper irremediablemente…

## Recepción
La película fue un éxito. Con un presupuesto de 3,1 millones de dólares recaudó 8,3 millones, y sus actrices Ava Gardner y Grace Kelly recibieron nominaciones al Óscar de la Academia y esta última obtuvo el Globo de oro. El filme fue nominado a mejor película en los BAFTA. Gracias al seductor papel de Ava Gardner en este filme de cazadores y fieras, se la llegó a llamar popularmente «el animal más bello del mundo».

### España
En el doblaje español de 1953, el código de censura franquista hizo que cambiasen torpemente los diálogos de la película para evitar que se produjera adulterio en el argumento, con lo que convirtió a los personajes de Grace Kelly y Donald Sinden en hermanos en vez de en matrimonio, provocando así contra su voluntad algo peor: un incesto. Por eso hubo que suprimir una escena de dormitorio en que solo había una cama presente.
Esa distorsión no se produjo en los países hispanoamericanos, donde las películas estadounidenses no se presentaban dobladas, sino con la banda de sonido original y subtítulos.

### Argentina
En Argentina este filme ha dado origen al mote de «gorilas», término descalificativo que el movimiento liderado por Juan Domingo Perón usó para designar a sus opositores y que luego se generalizó en las personas antiperonistas. Sucede que, hacia 1955, cuando el estreno local de Mogambo, se hacían parodias de películas en un programa humorístico de la radio: La Revista Dislocada. En la correspondiente parodia, un personaje repetía continuamente, con acento porteño, la frase de la película «Deben ser los gorilas, deben ser…». En círculos de militares y civiles que conspiraban contra el primer gobierno del militar nacionalista Perón, se atribuyó esta frase a los funcionarios del gobierno, que supuestamente la pronunciaban ante cada hecho sospechoso de atentado que se produjera por esos días. Entre los revolucionarios, los de ideología política más opositora, reivindicaron orgullosamente para sí mismos el mote de «gorilas». Durante la década de 1970, los Montoneros llamaban gorilas a los sindicalistas peronistas de derecha (¿Qué pasa general que está lleno de gorilas el gobierno popular?).

## Valoración histórica
No es prioritaria la ambientación histórica en el filme, pero hay que contextualizarlo dentro de un proceso de descolonización del continente africano. Está situada en el actual país de Kenia, donde en aquel momento se producía la rebelión Mau Mau. El equipo técnico tuvo que ser rodeado por una guardia especial, y aun así se infiltraron dos Mau Mau. La independencia la conseguirían en 1960, años después, y, aunque esta rebelión fracasó, se cree que fue el incentivo para conseguir su independencia. 
La película claramente está contada desde la perspectiva occidental. Los personajes principales, y que realmente aportan algo a la trama, son todos blancos. Las personas africanas simplemente son trabajadores a las órdenes de los cazadores. No se nos muestra apenas nada sobre su cultura, la única vez que se nos muestra algo es cuando someten a Vic a la «prueba de valor». La existencia de esta costumbre es de discutida veracidad, y ofrece una imagen primitiva y salvaje de los nativos kikuyu. Pero se reproduce música étnica auténtica autóctona grabada en el Congo.
El único momento en el que los africanos adquieren algo de protagonismo es en la escena en la que se rebelan contra los colonos y posteriormente expulsan al grupo de cazadores que llega a su territorio. Esta escena también es una de las pocas en la que se nos muestra qué está pasando en Kenia en esa época. Podemos ver que ya hay ciertos grupos locales que rechazan el colonialismo y se rebelan contra la presencia y el control de los británicos. Estos sentimientos derivarán en una cruenta guerra de guerrillas contra los británicos (1952-1959) y en la independencia de Kenia ya en el año 1963.
No fue un rodaje fácil; Ava Gardner enfermó de disentería y tuvo que ser trasladada a Inglaterra; cuando se recuperó volvió; tres miembros del equipo técnico murieron en accidentes de tráfico a causa de las malas carreteras. Aunque Zimbalist ya había localizado los exteriores el año anterior, hubo que cambiar un lugar de rodaje porque los Mau Mau se enteraron de dónde se desarrollaba y proyectaban matar a Clark Gable, etcétera.

## Premios y candidaturas
| Premio        | Categoría                 | Candidato   | Resultado | Ref   |
| ------------- | ------------------------- | ----------- | --------- | ----- |
| Premios Óscar | Mejor actriz protagonista | Ava Gardner | Candidata | [ 3 ] |
| Premios Óscar | Mejor actriz de reparto   | Grace Kelly | Candidata | [ 3 ] |
| Globos de Oro | Mejor actriz de reparto   | Grace Kelly | Ganadora  | [ 3 ] |
| Premios BAFTA | Mejor película            | Mogambo     | Candidata | [ 3 ] |